# 脊髓灰質炎

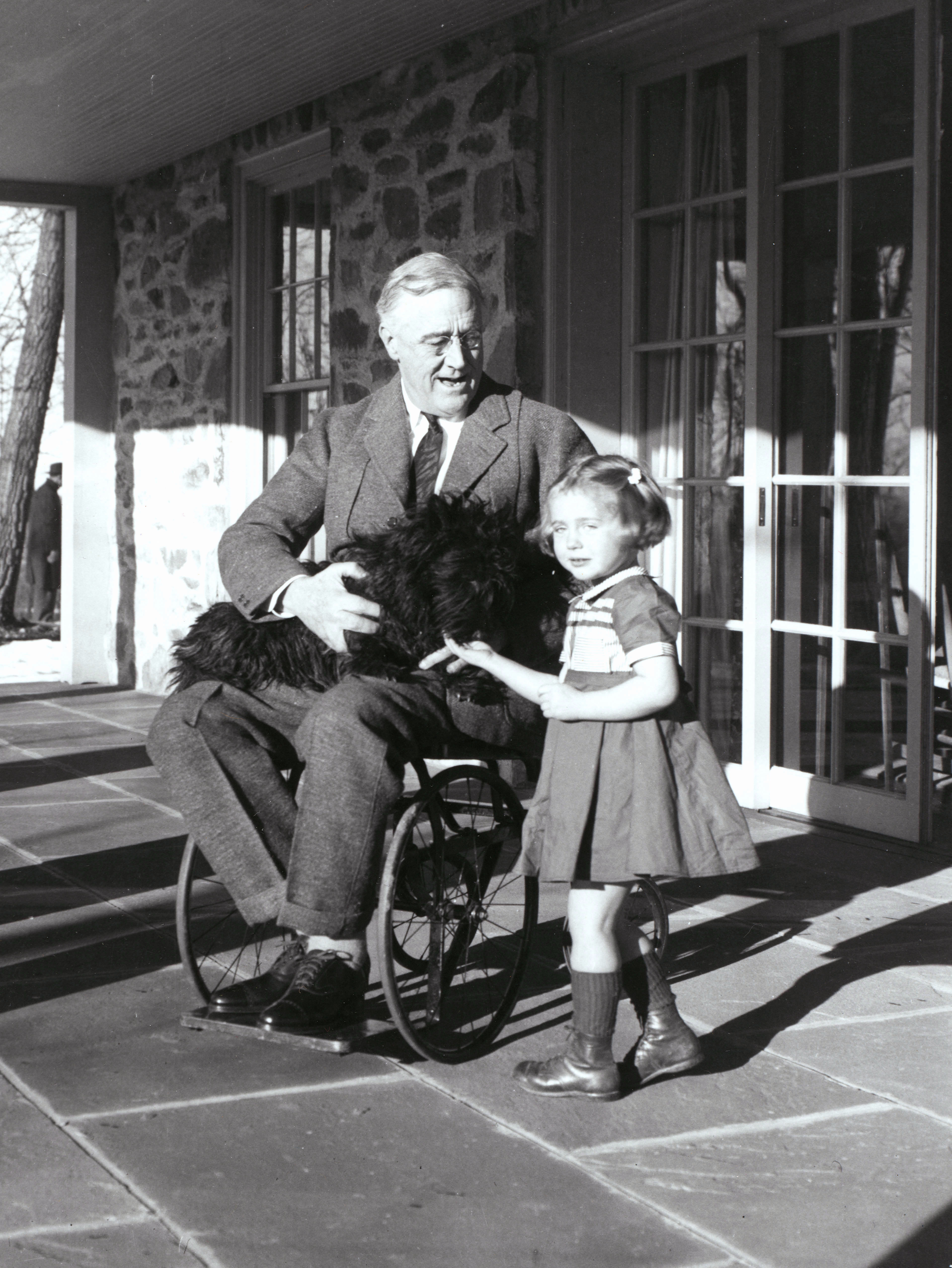
因脊髓灰质炎而致后半生残疾的美国第三十二任总统富兰克林·罗斯福，懷抱中的為其愛犬法拉

脊髓灰質炎（英語：poliomyelitis），俗称小兒麻痺（infantile paralysis）或脊灰（polio），又譯急性灰白髓炎，是由脊髓灰質炎病毒引起，可感染人類之病症。大約有90%到95%的感染並没有任何症状。剩下5%到10%有發燒、頭痛、嘔吐、腹瀉、頸部僵硬以及四肢疼痛等輕微症狀。這些有症狀的患者往往在一到兩周內就會完全復原。只有約0.5%的患者會發生肌力變弱而導致行動困難。疾病的進程可能只是數小時，也可能需要數天。肌力變弱的狀況往往發生在下肢，很少發生在頭部、頸部、橫膈膜的肌肉。大多數的人可以自行復原，但少數的人會造成終生殘疾。在感染此病毒造成肌力變弱的患者中，有2%到5%的幼年患者與15%到30%成年患者會導致死亡。從後小兒麻痺感染症候群中恢復，需要很長的時間，會很長一段時間都有如同感染時期一樣的肌力不足。该病不仅會感染小儿，成年人也会因感染發病而造成残疾，如發明四乙基铅与氟利昂的美国化学家托马斯·米基利，美国第三十二任总统富兰克林·罗斯福等。
脊髓灰質炎病毒通常經糞口傳播。也有可能經由被糞便汙染的水或食物傳染，經由唾液傳染是較為少見的狀況。感染病毒的患者，即便已經毫無症狀達六周，還是有可能具有散播疾病的能力。藉由在患者的糞便之中找到病毒，或是在血液中找到相對應的抗體，可以用來作為小兒痲痹症的診斷依據。
脊髓灰質炎可以藉著脊髓灰質炎疫苗來預防感染，有口服滴劑、糖丸与注射型等形式。但為了讓疫苗達到效用，必須連續注射/服用多劑才行。美国疾病控制与预防中心建議旅客還有居住在脊髓灰質炎病毒依然猖獗的國家里面的居民，應追加注射/服用脊髓灰質炎疫苗。一旦感染後，目前尚無特效藥或療法。脊髓灰質炎的感染人數，已從1988年的35萬例，降至2013年的416例。在2014年，此疾病只在阿富汗、奈及利亞與巴基斯坦間傳播。
脊髓灰質炎已存在有千年之久，在古代的藝術品中，處處可見對此病症的描寫。在1789年，英國醫生麥可·安德伍德首先對脊髓灰質炎提出完整的臨床描述，接著再1908年，奧地利裔醫生蘭德施泰納是第一個確定脊髓灰質炎病毒的人。大規模的疾病爆發始於19世紀末的歐洲與美國。20世紀，小兒麻痺症更接著成為疫區中最讓人擔憂的幼童疾病。1950年代，美國病毒學家乔纳斯·索尔克製作出世上第一劑小兒麻痺疫苗。期盼藉由疫苗的施打和早期發現，WHO 在2013年預計最終可於2018年將這個疾病自世界上根除。在2013年，卻在敘利亞發現幾例新個案，且2014年5月，WHO 因為小兒麻痺症在亞洲、非洲以及中東的疫情爆發所以發佈國際公共衛生緊急事件。到今天為止，在其他動物上並未發現感染小兒麻痺症的情形。

## 临床表现
最明显的特征就是稳定期过后，出现渐进的肌肉萎缩症（肌肉质量下降），四肢无力，感觉疼痛和疲劳，进行日常活动的能力下降；衰减的上肢功能和肺的功能。
最明显的症状是疲劳，即使是轻微的体力活动通常会产生疲劳，也可以加剧其它症状；呼吸或吞咽困难，睡眠相关呼吸障碍，如睡眠呼吸暂停的问题和耐寒能力下降等显著症状。
随着病情发展，四肢逐渐出现各种畸形。早期的畸形可以矯正，后遗症后期瘫痪肌肉不再恢复，肌纤维逐渐萎缩变小，甚至消失。因肌肉萎缩，肌力不平衡和身体的负重，产生组织挛缩，骨关节畸形。常见的畸形有关节挛缩，骨关节变形，马蹄内翻足，足外翻，膝内翻或外翻，骨盆倾斜，脊柱侧凸，下肢缩短等。腱反射减弱或消失。

## 治療
現在治療脊髓灰質炎的重點是減輕其症狀，加速復原以及避免併發症。支持性的措施包括避免萎缩肌肉感染的抗细菌药，止痛的鎮痛藥，適量的運動以及有營養的食物。脊髓灰質炎的治癒包括長期的復健治療，包括職能治療、物理治療、矯正鞋及背帶，有時會需要進行骨科整形。
有時可能會需要可攜式呼吸器來輔助呼吸。以往曾使用過一種未侵入式，負壓的呼吸器，一般稱為鐵肺，鐵肺用在急性的脊髓灰質炎感染時，在病患可以自主呼吸之前，以人工方式維持呼吸。今日許多曾得過脊髓灰質炎，有永久性呼吸麻痺的人會使用夾克式，穿在胸腹部的呼吸器來維持呼吸。
以往治療脊髓灰質炎的方式包括有水療、電療、按摩及被动式运动，也有像肌腱延長或是神經移植等手術治療。

## 預防

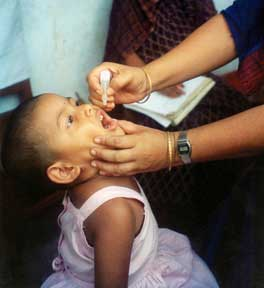
口服脊髓灰質炎疫苗的兒童

世界上有兩種對抗脊髓灰質炎的疫苗，兩種都可以誘導對脊髓灰質炎的免疫，有效隔絕人對人的脊髓灰質炎傳播，不但保護接種疫苗的人，也可以保護社會群體（稱為群體免疫）。
第一個計劃作為脊髓灰質炎疫苗的，是一種血清型減毒活疫苗，是由病毒學家希拉里·科普罗夫斯基所研發。疫苗原型在1950年2月27日施打在一位八歲的兒童身上。科普羅夫斯基在1950年代繼續研發疫苗，在比屬剛果有大規模的試驗，1958年至1960年時在波蘭也為七百萬名兒童注射PV1及PV3的血清型疫苗。
第二種滅活疫苗是在1952年由喬納斯·索爾克在匹茲堡大學開發，在1955年4月12日公諸於世沙克疫苗是無活性的脊髓灰質炎疫苗（IPV），是由猴子腎臟組織培養中生長的脊髓灰質炎病毒為基礎，再利用甲醛使病毒去活性。在注射兩劑後，90%以上的接種者會產生對三種血清型病毒的抗體，在注射三劑後，至少99%的接種者對脊髓灰質炎免疫。
後來阿爾伯特·沙賓開發了另一種活的口服脊髓灰質炎疫苗（OPV），是在一般人體溫度下，將病毒反覆的通過非人體的細胞而得。減毒的沙賓疫苗會快速的在腸胃中複製，這是脊髓灰質炎首先會感染及複製的器官，但沙賓疫苗無法在神經系統組織中快速的複製。一劑沙賓疫苗可以使接種者對三種血清的脊髓灰質炎有50%的免疫力。三劑沙賓疫苗可以讓超過95%的接種者產生抗體沙賓疫苗的臨床試驗在1957年開始，在1958年時美國國立衛生研究院選擇沙賓疫苗及其他研究者的疫苗實驗，確認哪一種效果最好，在1962年註冊。很快沙賓疫苗就變成世界上唯一在使用的脊髓灰質炎疫苗。
由於沙賓疫苗價格便宜，容易接種，且在消化道中的免疫力非常好（在地方性流行病時，這可以避免感染），很多國家都曾經用沙賓疫苗來控制脊髓灰質炎。在非常少數的情形下（約75萬人中會出現一人），減毒的沙賓疫苗會轉變為可造成癱瘓的病毒。大部份已開發國家都已改為沙克疫苗，不論單獨施打或和沙賓疫苗一起接種，沙克疫苗都不會轉變為可造成癱瘓的病毒。

## 后遗症的病因
小儿麻痹症后遗症目前没有确定统一的理论解释。被广泛认同的是“神经疲劳”学说。神经疲劳理论认为，运动神经元纤维的扩大需要增加代谢应激来应对神经细胞体滋养纤维。经过多年的使用，这种应激可能超过神经元的承受力，导致生长的纤维逐渐恶化，最终是神经元本身。这会导致肌肉无力和瘫痪。

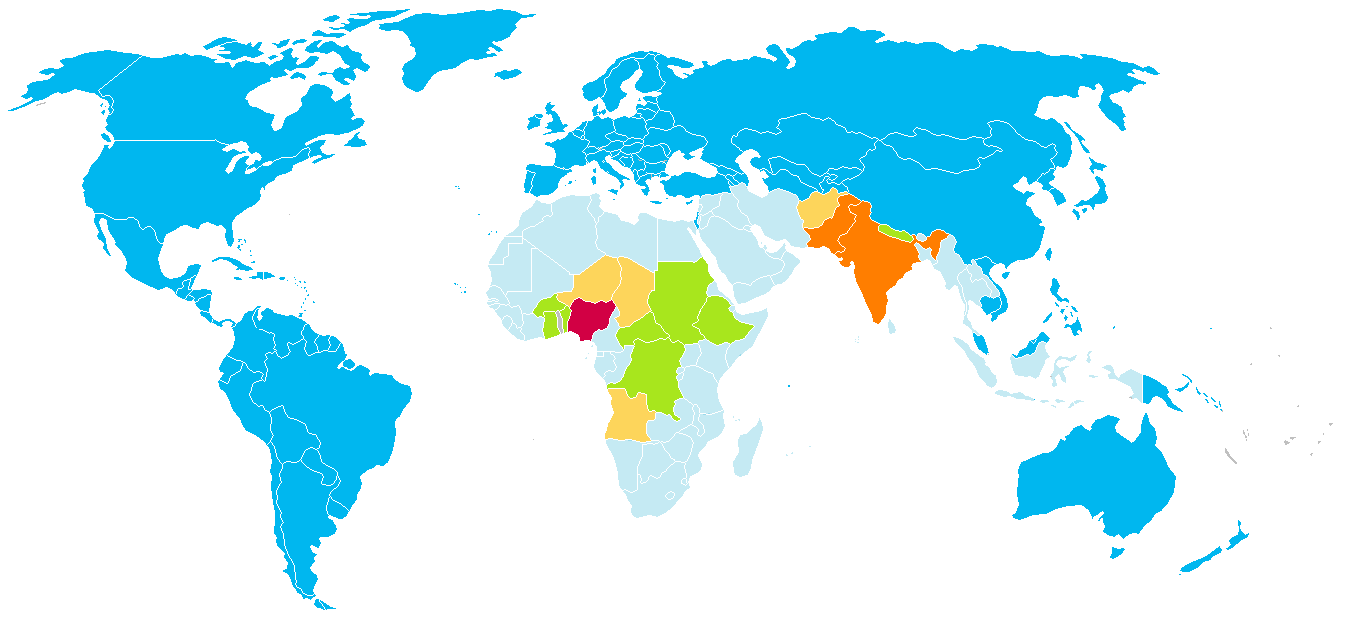
小兒麻痺症/急性無力肢體麻痺疫區

## 發病史

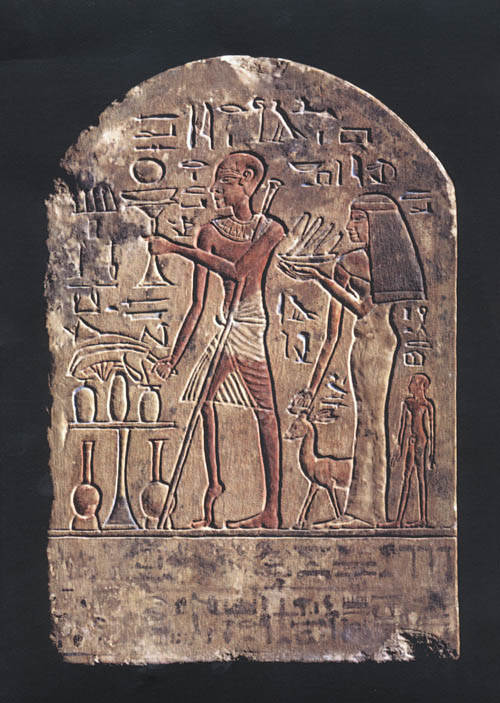
古埃及第十八王朝時（西元前1403 - 西元前1365）出土的石板畫

在古埃及第十八王朝時（1403 - 1365 BC）出土的石板畫，就很明確的畫出小兒麻痺病人的姿態。1789年，臨床醫師邁克爾·安德伍德清楚描述其病狀。後來經由微生物學的發展，明確的將小兒麻痺病毒歸在「腸道病毒」，傳染途徑藉由「人傳人」、「糞口傳染」（食物和飲水易受病人的糞便汙染），好發季節是溫帶地區的夏季與早秋或是熱帶地區的雨季。
由於，醫生雅各布·海涅1840年的研究工作和卡爾·奧斯卡·梅定1890年的研究工作等病例資料，以致曾被稱為「海涅－梅定」病。這種疾病後來被稱為「小兒麻痺症」，是根據發病傾向於兒童。

## 外部連結
- 世界卫生组织 | 脊髓灰质炎 （页面存档备份，存于）（简体中文） 世界卫生组织网站